# Julião Mateus Paulo
Julião Mateus Paulo (Kampfname: Dino Matrosse; * 30. Dezember 1942 in der Provinz Bengo) ein angolanischer Politiker der Volksbewegung zur Befreiung Angolas MPLA (Movimento Popular de Libertação de Angola) und General der Streitkräfte FAA (Forças Armadas Angolanas), der unter anderem zwischen 1981 und 1986 Minister für Staatssicherheit sowie von 2003 bis 2016 Generalsekretär der MPLA war.

## Leben

### Studium, Unabhängigkeitskrieg und Minister für Staatssicherheit
Julião Mateus Paulo begann nach dem Schulbesuch ein Studium im Fach Elektrotechnik, welches er 1962 aufgrund von Repressionen der portugiesischen Kolonialmacht unterbrach. Er verließ daraufhin das Land und trat am 4. Januar 1963 der Volksbewegung zur Befreiung Angolas MPLA (Movimento Popular de Libertação de Angola) bei. 1966 reiste er mit anderen MPLA-Gefährten über die Provinz Moxico nach Angola ein und lebte in Angola versteckt im Untergrund. Er nahm ab November 1966 als Mitglied der Volksarmee für die Befreiung Angolas (Forças Armadas Populares de Libertação de Angola), des bewaffneten Teils der MPLA, unter dem Kampfnamen „Dino Matrosse“ am angolanischen Unabhängigkeitskrieg teil. Nach der Unabhängigkeit der Volksrepublik Angola (República Popular de Angola) von Portugal am 11. November 1975 schloss er sein Studium mit einem Lizenziat (Licenciatura em Engenharia de Electricidade) und erwarb zudem einen Abschluss in Politikwissenschaft und Recht.
Nach der Unabhängigkeit übernahm Paulo zahlreiche Ämter und war unter anderem Nationaler Personaldirektor beim Staatssekretariat für Industrie und Energie (Secretaria de Estado da Indústria e Energia) sowie als Leiter der Nationalen Politischen Abteilung der FAPLA. Danach war er Vize-Minister für Verteidigung für Politische Angelegenheiten und gehörte zudem zwischen 1978 und 1980 als Mitglied dem Revolutionsrat (Conselho da Revolução) an. Daraufhin wurde er 1979 Nachfolger von Garcia Vaz Contreiras als Kommissar der Provinz Benguela und bekleidete diese Funktion bis zu seiner Ablösung durch Kundi Paihama 1981. Er fungierte zugleich als Koordinator des MPLA-Komitees in dieser Provinz. 1980 wurde er Mitglied der Volksversammlung (Assembleia do Povo), des damaligen Parlaments, und gehörte dieser bis 1986 an. Er selbst wiederum wurde 1981 in der Regierung von Präsident José Eduardo dos Santos Nachfolger von Kundi Paihama als Minister für Staatssicherheit (Ministro da Segurança de Estado) und bekleidete dieses Ministeramt bis 1986, woraufhin erneut Kundi Paihama seine Nachfolge antrat. Außerdem hatte er die Funktion als Sekretär des MPLA-Zentralkomitees (Comité Central) für Staats- und Justizorgane inne.

### Aufstieg zum General und Generalsekretär der MPLA
Danach übernahm Julião Mateus Paulo den Posten als Leiter der Provinzdirektion für Generalstabsoperationen (Chefe da Direcção Provincial das Operações do Estado-Maior) und wurde zuletzt zum General der Streitkräfte FAA (Forças Armadas Angolanas) befördert. Er wurde für die MPLA zum Mitglied der Nationalversammlung (Assembleia Nacional) gewählt und war zeitweise Vorsitzender des Parlamentsausschusses für Verteidigung, Sicherheit und innere Ordnung (Comissão de Defesa, Segurança e Ordem Interna) sowie Erster Vizepräsident der Nationalversammlung. Auf dem V. Kongress der MPLA wurde er am 12. Dezember 2003 als Nachfolger von João Lourenço zum Generalsekretär der MPLA gewählt und bekleidete diese Führungsfunktion innerhalb der Partei bis zum 27. August 2016, woraufhin António Paulo Kassoma ihn ablöste. Zudem wurde er auf dem V. Kongress der MPLA erneut zum Mitglied des Zentralkomitees und des Politbüros gewählt. Er war ferner einer der Vizepräsidenten der Sozialistischen Internationale. 
Bei den Wahlen zur Nationalversammlung Angolas am 5./6. September 2008 wurde er auf der Landesliste (Círculo Nacional) zum Abgeordneten gewählt. Bei den Wahlen zur Nationalversammlung am 23. bis 26. August 2017 wurde er auf der Landesliste der MPLA wiedergewählt und gehört in der vierten Legislaturperiode als Mitglied dem Parlamentsausschuss für auswärtigen Beziehungen, internationale Zusammenarbeiten und angolanische Gemeinschaften im Ausland (3.ª Comissão Relações Exteriores, Cooperação Internacional e Comunidades Angolanas no Estrangeiro) an. Er verfasste zahlreiche autobiografisch geprägte Bücher, die sich insbesondere mit der Zeit des Unabhängigkeitskrieges befassten.

## Veröffentlichungen
- Memórias (1961–1971), Luanda, Editorial Nzila, 2005
- Memórias e reflexões, Luanda, Editorial Nzila, 2008
- Dino Matrosse na Mira da Pide, 2013
- A Pide na Rota de José Mendes de Carvalho Hoji ya Henda. A igreja metodista unida e o seu relevante papel na luta de libertacão nacional de Angola, Alfragide, Caminho, 2013
- Dino Matrosse. Memórias, 2016